# Villequiers
Villequiers est une commune française située dans le département du Cher, en région Centre-Val de Loire.

## Géographie

### Climat
Pour des articles plus généraux, voir Climat du Centre-Val de Loire et Climat du Cher.
En 2010, le climat de la commune est de type climat océanique dégradé des plaines du Centre et du Nord, selon une étude du CNRS s'appuyant sur une série de données couvrant la période 1971-2000. En 2020, Météo-France publie une typologie des climats de la France métropolitaine dans laquelle la commune est exposée à un climat océanique altéré et est dans la région climatique  Centre et contreforts nord du Massif Central, caractérisée par un air sec en été et un bon ensoleillement. 
Pour la période 1971-2000, la température annuelle moyenne est de 11,2 °C, avec une amplitude thermique annuelle de 16,3 °C. Le cumul annuel moyen de précipitations est de 768 mm, avec 11,7 jours de précipitations en janvier et 7,6 jours en juillet. Pour la période 1991-2020, la température moyenne annuelle observée sur la station météorologique la plus proche, située sur la commune d'Étréchy à 12 km à vol d'oiseau, est de 11,5 °C et le cumul annuel moyen de précipitations est de 794,9 mm,. Pour l'avenir, les paramètres climatiques de la commune estimés pour 2050 selon différents scénarios d'émission de gaz à effet de serre sont consultables sur un site dédié publié par Météo-France en novembre 2022.

## Urbanisme

### Typologie
Au 1er janvier 2024, Villequiers est catégorisée commune rurale à habitat dispersé, selon la nouvelle grille communale de densité à 7 niveaux définie par l'Insee en 2022.
Elle est située hors unité urbaine. Par ailleurs la commune fait partie de l'aire d'attraction de Bourges, dont elle est une commune de la couronne,. Cette aire, qui regroupe 111 communes, est catégorisée dans les aires de 50 000 à moins de 200 000 habitants,.

### Occupation des sols
L'occupation des sols de la commune, telle qu'elle ressort de la base de données européenne d’occupation biophysique des sols Corine Land Cover (CLC), est marquée par l'importance des territoires agricoles (92,4 % en 2018), une proportion sensiblement équivalente à celle de 1990 (93 %). La répartition détaillée en 2018 est la suivante : 
terres arables (82,7 %), prairies (9,7 %), forêts (5,9 %), zones urbanisées (1,7 %).
L'évolution de l’occupation des sols de la commune et de ses infrastructures peut être observée sur les différentes représentations cartographiques du territoire : la carte de Cassini (XVIIIe siècle), la carte d'état-major (1820-1866) et les cartes ou photos aériennes de l'IGN pour la période actuelle (1950 à aujourd'hui).

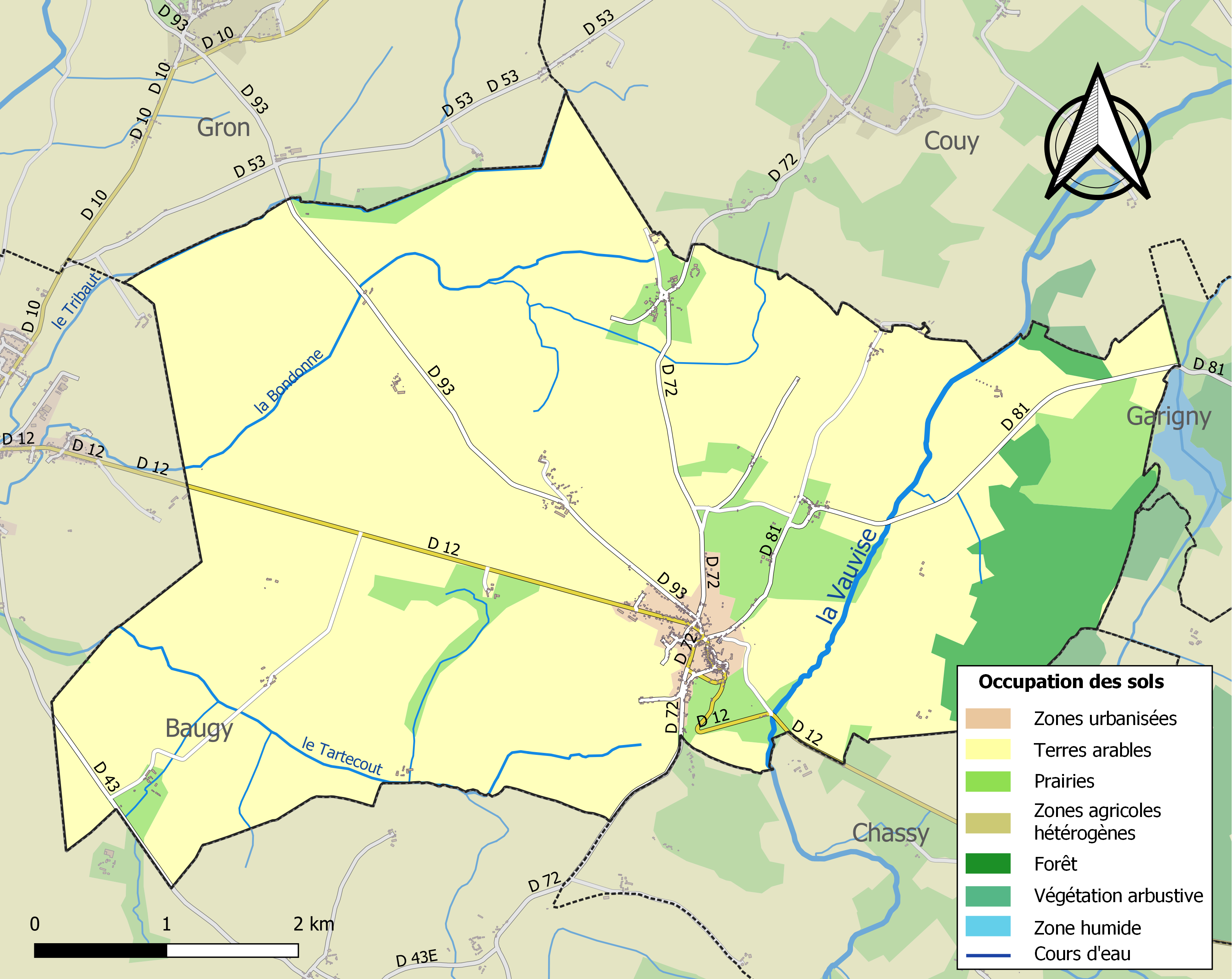
Carte des infrastructures et de l'occupation des sols de la commune en 2018 (CLC).

### Risques majeurs
Le territoire de la commune de Villequiers est vulnérable à différents aléas naturels : météorologiques (tempête, orage, neige, grand froid, canicule ou sécheresse), mouvements de terrains et séisme (sismicité faible). Il est également exposé à un risque technologique,  le transport de matières dangereuses. Un site publié par le BRGM permet d'évaluer simplement et rapidement les risques d'un bien localisé soit par son adresse soit par le numéro de sa parcelle.

#### Risques naturels

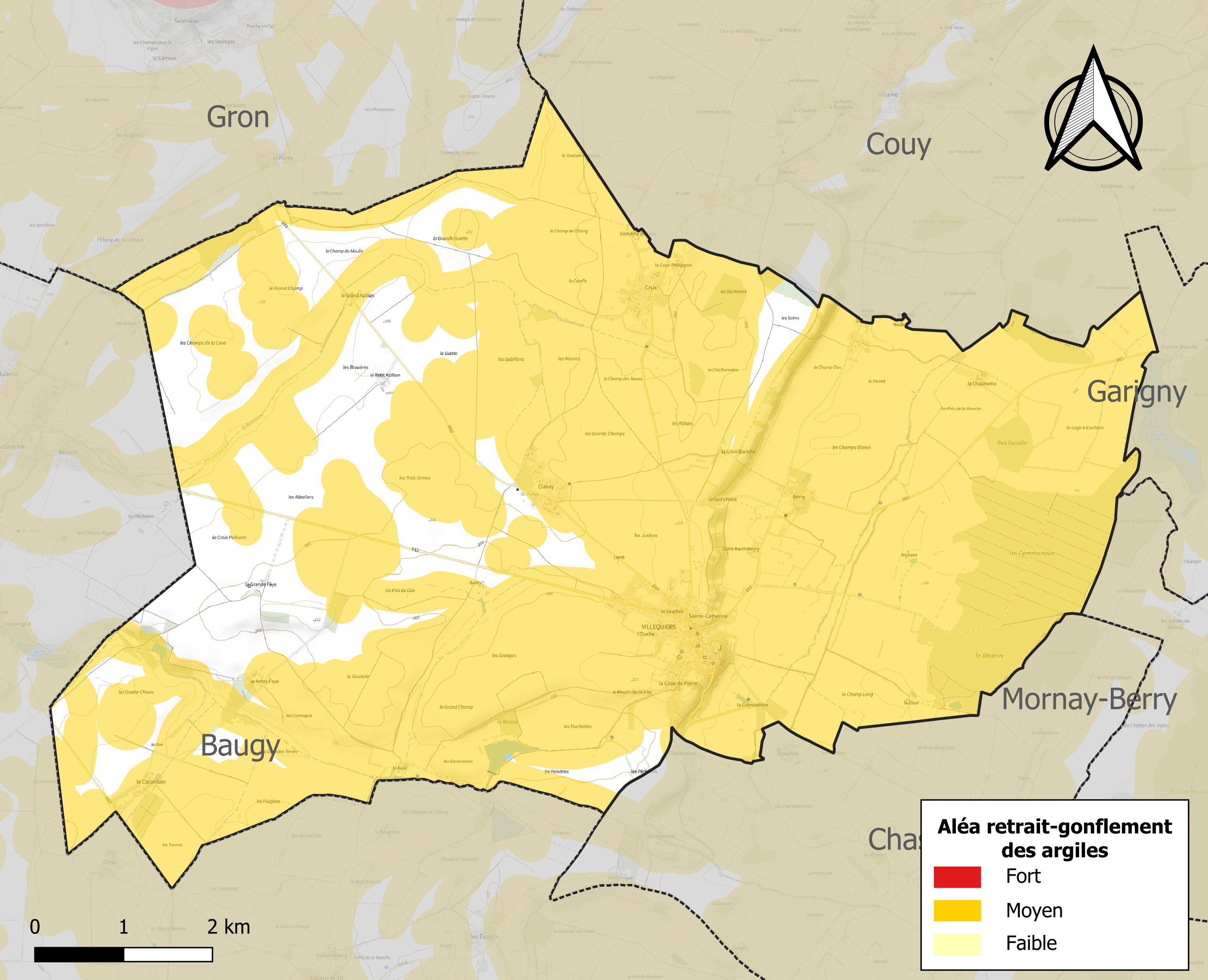
Carte des zones d'aléa retrait-gonflement des sols argileux de Villequiers.

La commune est vulnérable au risque de mouvements de terrains constitué principalement du retrait-gonflement des sols argileux. Cet aléa est susceptible d'engendrer des dommages importants aux bâtiments en cas d’alternance de périodes de sécheresse et de pluie. 84 % de la superficie communale est en aléa moyen ou fort (90 % au niveau départemental et 48,5 % au niveau national). Sur les 332 bâtiments dénombrés sur la commune en 2019, 328 sont en aléa moyen ou fort, soit 99 %, à comparer aux 83 % au niveau départemental et 54 % au niveau national. Une cartographie de l'exposition du territoire national au retrait gonflement des sols argileux est disponible sur le site du BRGM,.
Concernant les mouvements de terrains, la commune a été reconnue en état de catastrophe naturelle au titre des dommages causés par la sécheresse en 2018 et 2019 et par des mouvements de terrain en 1999.

#### Risques technologiques
Le risque de transport de matières dangereuses sur la commune est lié à sa traversée par des infrastructures routières ou ferroviaires importantes ou la présence d'une canalisation de transport d'hydrocarbures. Un accident se produisant sur de telles infrastructures est en effet susceptible d’avoir des effets graves au bâti ou aux personnes jusqu’à 350 m, selon la nature du matériau transporté. Des dispositions d’urbanisme peuvent être préconisées en conséquence.

## Histoire
Le village s'appelait jadis Montfaucon-en-Berry. La famille des sires de Montfaucon,,, constitue une maison féodale berrichonne des plus notables au Moyen Âge, protectrice de l'abbaye de Fontmorigny à Menetou-Couture, fieffée aussi à Sancergues, Herry, La Grange à St-Bouize (ces derniers fiefs sont transmis aux Sully-Beaujeu par le mariage d'Aénor/Eléonore de Montfaucon — sœur de Renaud II, fille d'Eudes Ier et petite-fille de Renaud Ier de Montfaucon — avec Eudes Ier de Sully-Beaujeu vers 1194) ; elle finit même par absorber les seigneurs princes de Charenton par le mariage de Renaud II de Montfaucon († vers 1214).
- au XIIe siècle, on trouve Renaud Ier de Montfaucon, † vers 1180, fils d'un sire de Montfaucon méconnu et probablement d'une sœur[21] de Renaud de Châtillon (Châtillon-sur-Loing plutôt que Châtillon-sur-Marne ; deux enfants d'Hervé II de Donzy-Gien, frère et sœur de Geoffroy III de Donzy ?). Frère d'Aveline/Anceline de Montfaucon (femme d'Urson/Orson de Nemours-Château-Landon) et mari d'Agnès, fille d'Eudes-Archambaud III de Sully et de Mathilde/Mahaut de Beaugency (elle-même fille de Raoul Ier de Beaugency et de la capétienne Mathilde/Mahaut de Vermandois), d'où : 
  - Eudes Ier, † après 1196, frère aîné d'Archambaud, Raoul et Simon de Montfaucon (ce dernier étant père d'Eudes de Montfaucon), époux de Sare/Sarah, fille de Gibaud de Saint-Vérain etr de Sarah de Toucy ; parents de :   
    - Renaud II de Montfaucon († vers 1214 ou vers 1235), marié à Mahaut/Mathilde de Charenton à la fin du XIIe siècle. Mais cette principauté berrichonne ne dure pas puisque leur fils, 
      - Renaud III de Montfaucon-Charenton meurt vers 1242/1250 (le site MedLands dit avant 1242 ; le médiéviste Olivier Trotignon dit vers 1250, en tout cas après le testament de sa mère Mahaut de Charenton qu'il date de 1243...) sans héritier direct de son union avec Isabelle/Isabeau de Courtenay-Champignelles : par testament il disperse ses grandes richesses entre ses parents, amis et des fondations pieuses. Il avait eu un frère, - Eb(b)e, et deux sœurs au moins, - Sibylle (voir ci-dessous) et - Agnès de Montfaucon-Charenton, avec une descendance par cette dernière chez les Toucy de la Puisaye, les Culan, les Courtenay-Champignelles, les Roussillon[22]... Veuve, Isabelle de Courtenay marie vers 1242 Jean de Chalon l'Antique, futur comte régent de Bourgogne, avec postérité Chalon-Auxerre-Tonnerre

    - Aénor/Eléonore de Montfaucon, dame de Sancergues, Erry, La Grange, x ca. 1194 Eudes Ier de Sully-Beaujeu : postérité
    - et Sibylle de Montfaucon (à moins qu'elle ne soit, selon le site indexé MedLands, la même que la sœur de Renaud III), † 1247, x Robert II de Bommiers : postérité, d'où la suite des seigneurs de Montfaucon.

La grande baronnie de Charenton-Montfaucon éclate donc, par le partage successoral de mai 1250.
Si Charenton échoit aux Courtenay-Champignelles, aux Sancerre, puis aux Chaumont d'Amboise et aux Brichanteau, Montfaucon passe aux Bommiers/Beaumetz en 1264 (une sœur de Renaud II et d'Aénor, Sibylle de Montfaucon — à moins que ce ne soit une sœur de Renaud III — avait épousé Robert II de Bommiers, père de Robert III, père lui-même de Robert IV dont la petite-fille Marguerite de Bommiers/Beaumetz se marie avec le comte Jean V de Roucy), aux Roucy-Pierrepont (comtes Jean V et Simon), puis aux Sancerre (cf. le mariage de Louis II de Sancerre en 1329 avec Béatrix fille de Jean V de Roucy-Pierrepont ; par ailleurs les Sancerre, comme on vient de l'évoquer, sont aussi seigneurs de Charenton de 1264/1266 à 1428 environ). Mais Antoine de Bueil comte de Sancerre, beau-frère de Louis XI, vend finalement Montfaucon aux Chazeron à la fin du XVe siècle.
En 1483, la baronnie de Montfaucon est donc achetée par Jacques de Chazeron (mari d'Anne d'Amboise, fille de Pierre Ier d'Amboise et d'Anne de Bueil-Sancerre, cette dernière étant fille de Jean IV de Bueil et de Marguerite-Dauphine d'Auvergne héritière de Sancerre, donc issue des anciens seigneurs de Montfaucon), d'une famille auvergnate qui la conservera plus d'un siècle. Puis Henri II de Bourbon, prince de Condé et gouverneur du Berry (petit-fils de Louis Ier de Condé et d'Éléonore de Roye-Conti-Roucy, une descendante des comtes de Roucy ci-dessus et donc des anciens Montfaucon), déjà seigneur de Baugy, achète la baronnie en 1626. Henri II de Condé se constitue d'ailleurs un immense domaine en Berry, acquérant notamment les comtés de Châteauroux (1612) et de Sancerre (1640) ainsi que St-Amand-Montrond et Orval (transaction avec Sully en 1621).
Enfin, le prince Armand de Bourbon-Conti, deuxième fils d'Henri II de Condé et frère cadet du Grand Condé, vend en 1663 la baronnie de Montfaucon à Louis-Marie-Victor d'Aumont de Rochebaron, marquis de Villequier, baron de Chappes, de Nolay et d'Estrabonne, 2e duc d'Aumont à Isle-Aumont (qui d'ailleurs descendait des anciens sires de Montfaucon par son ancêtre Françoise de Sully-Beaujeu, femme de Pierre IV d'Aumont).
Montfaucon devient alors Villequiers, son nom actuel, venu d'un titre seigneurial de la Maison d'Aumont : Villequier (sans s final), faisant référence au fief de Villequier, actuelle commune de Seine-Maritime (cf. les articles château de Villequier et Antoinette de Maignelais), qui avait appartenu à des ancêtres maternels des d'Aumont mais qu'ils ne possédaient plus. Les d'Aumont ont aussi honoré le nom de Villequier en rebaptisant ainsi leur terre de Genlis en Picardie : Villequier-Aumont, ou duché de Villequier.
Villequier (Seine-Maritime, Wilikier, Willeker en 1178 ; Willekier au XIIe siècle) est un type toponymique anglo-scandinave basé sur les termes vieil anglais wilig (variante de weliġ, moderne willow) « saule » et vieux norrois kjarr « marais ».

## Politique et administration
| Période                                  | Période                   | Identité      | Étiquette | Qualité |
| ---------------------------------------- | ------------------------- | ------------- | --------- | --- |
| Les données manquantes sont à compléter. |                           |               |           | |
| mars 2001                                | En cours (au 9 août 2020) | Pascal Méreau | PS        | Professeur des écoles Conseiller départemental du canton d'Avord (2015 → 2021) Conseiller général du canton de Baugy (2004 → 2015) Réélu en 2008, 2014 et 2020 |

## Démographie
L'évolution du nombre d'habitants est connue à travers les recensements de la population effectués dans la commune depuis 1793. Pour les communes de moins de 10 000 habitants, une enquête de recensement portant sur toute la population est réalisée tous les cinq ans, les populations de référence des années intermédiaires étant quant à elles estimées par interpolation ou extrapolation. Pour la commune, le premier recensement exhaustif entrant dans le cadre du nouveau dispositif a été réalisé en 2007.

En 2022, la commune comptait 445 habitants, en évolution de −7,87 % par rapport à 2016 (Cher : −2,48 %, France hors Mayotte : +2,11 %).
| 1793 | 1800 | 1806 | 1821 | 1831 | 1836  | 1841  | 1846  | 1851  |
| ---- | ---- | ---- | ---- | ---- | ----- | ----- | ----- | ----- |
| 860  | 834  | 811  | 884  | 966  | 1 054 | 1 054 | 1 090 | 1 100 |

| 1856  | 1861  | 1866  | 1872  | 1876  | 1881  | 1886  | 1891  | 1896  |
| ----- | ----- | ----- | ----- | ----- | ----- | ----- | ----- | ----- |
| 1 177 | 1 286 | 1 314 | 1 266 | 1 290 | 1 266 | 1 232 | 1 176 | 1 094 |

| 1901  | 1906  | 1911 | 1921 | 1926 | 1931 | 1936 | 1946 | 1954 |
| ----- | ----- | ---- | ---- | ---- | ---- | ---- | ---- | ---- |
| 1 034 | 1 019 | 985  | 834  | 798  | 770  | 734  | 676  | 567  |

| 1962 | 1968 | 1975 | 1982 | 1990 | 1999 | 2006 | 2007 | 2012 |
| ---- | ---- | ---- | ---- | ---- | ---- | ---- | ---- | ---- |
| 564  | 534  | 527  | 433  | 466  | 446  | 507  | 516  | 502  |

| 2017 | 2022 | - | - | - | - | - | - | - |
| ---- | ---- | - | - | - | - | - | - | - |
| 479  | 445  | - | - | - | - | - | - | - |

## Culture locale et patrimoine

### Lieux et monuments
- Église Notre-Dame

### Personnalités liées à la commune
- Comme le rappelle la plaque apposée sur l'église du village, « Jeanne d'Arc en octobre 1429 séjourna pendant deux semaines à Villequiers alors appelé Montfaucon en Berry ».
- Guy Brossollet (1933-2015), militaire, auteur et essayiste, y est inhumé.

### Héraldique
| Blason de Villequiers | Blason  | Écartelé : aux 1er et 4e d'azur au faucon perché d'argent regardant à dextre, aux 2e et 3e de gueules au château de trois tours couvertes et pavillonnées d'argent, ouvert et ajouré de sable et posé sur un tertre de sinople. |
| Blason de Villequiers | Détails | Dessin : Jean-Paul Fernon. |